# Paolo Toschi

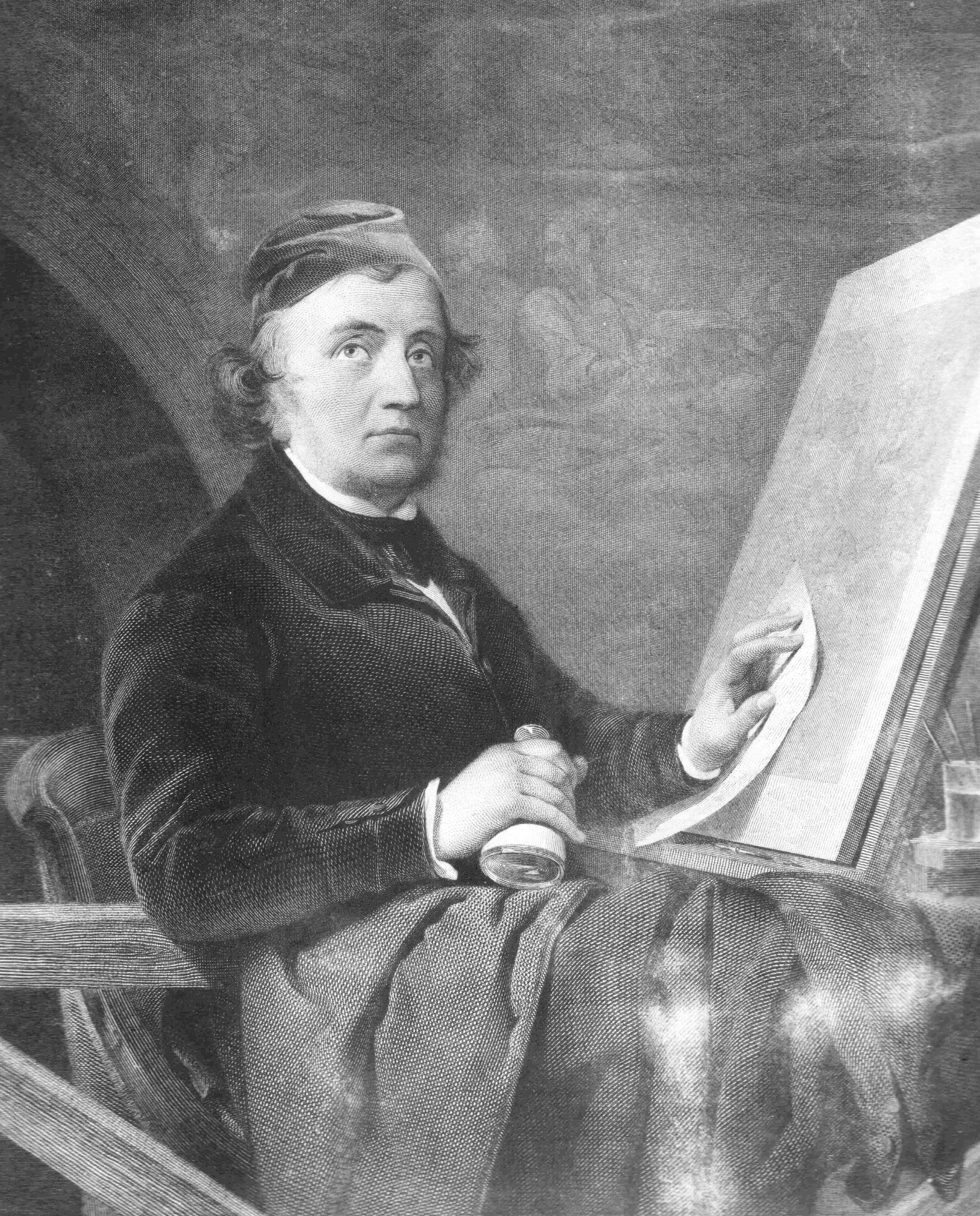
Paolo Toschi, porträtiert von Carlo Raimondi

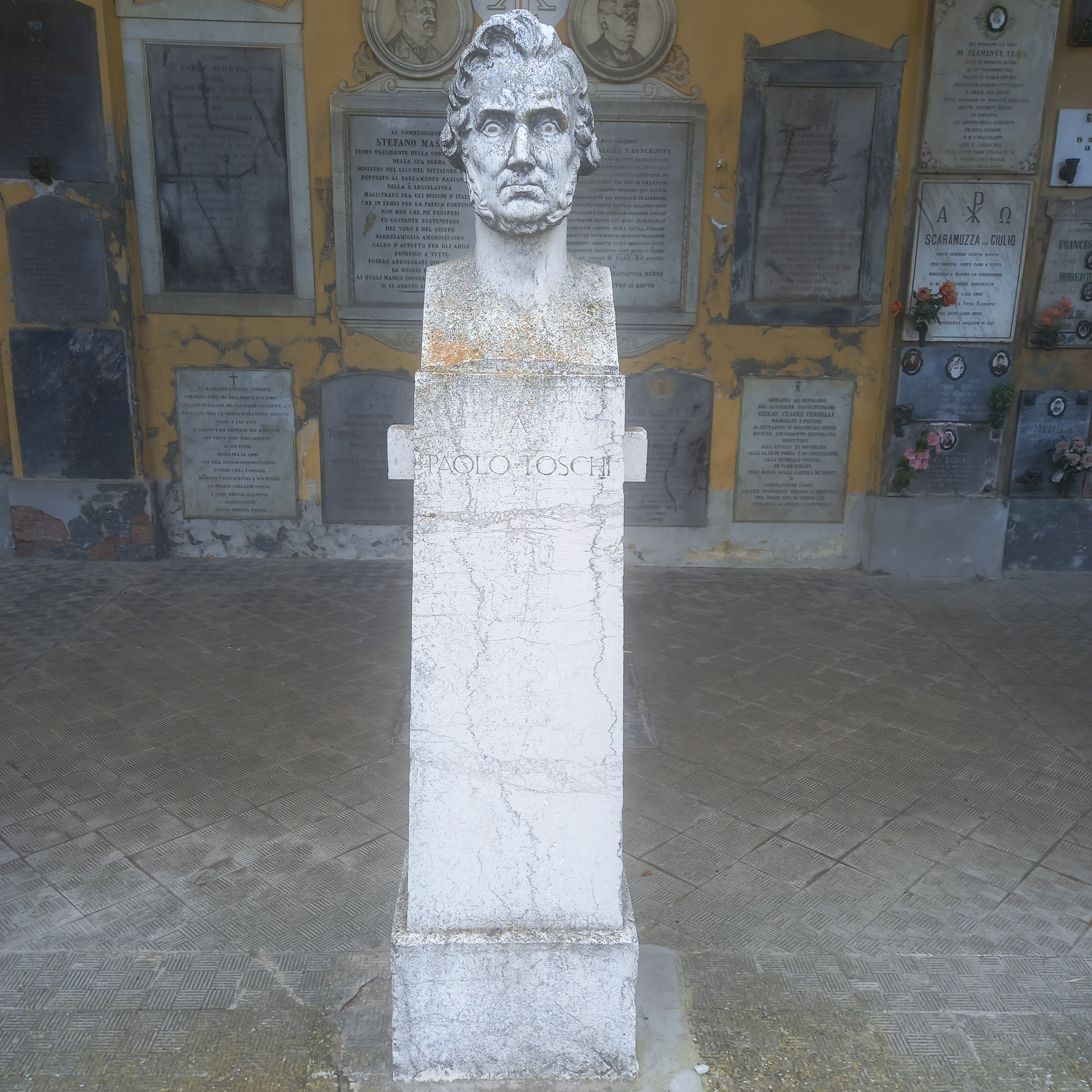
Das Grab von Paolo Toschi auf dem Cimitero della Villetta in Parma

Paolo Toschi (* 7. Juni 1788 in Parma; † 30. Juli 1854 ebenda) war ein italienischer Kupferstecher.
Paolo Toschi ging nach Paris und wurde dort Schüler des Malers Charles Clément Bervic. Anlässlich einer Ausstellung wurde er mit seinem Kupferstich Einzug Heinrichs IV. in Paris (nach einem Gemälde von François Gérard) erstmals der breiten Öffentlichkeit bekannt.
In seinem Schaffen, in dem sich Toschi immer wieder an den alten Meistern orientierte, sind u. a. die Kreuztragung nach Raffael und die Kreuzabnahme nach Daniele da Volterra hervorzuheben. Beide Blätter gelten als Hauptwerke des Kupferstichs seiner Zeit.
1819 kehrte Toschi in seine Heimatstadt zurück und wurde dort Direktor der Akademie der schönen Künste, die er neu organisierte. Bis an sein Lebensende hatte Toschi dieses Amt inne und unterrichtete dort auch. Einer seiner Schüler war Friedrich Eduard Eichens.
1832 wurde Toschi als auswärtiges Mitglied in die Académie des Beaux-Arts und 1847 als assoziiertes Mitglied in die Académie royale des Sciences, des Lettres et des Beaux-Arts de Belgique aufgenommen.

## Werke (Auswahl)
- Einzug Heinrichs IV. in Paris (nach François Gérard)
- Venus und Adonis (nach Francesco Albani)
- Lo spasimo di Sicilia (nach Raffael)
- Madonna della Scodella (nach Antonio da Correggio)
- Bilderzyklus nach Correggios Fresken im Kloster San Paolo, Parma (zusammen mit einigen seiner Schüler)